# 卢瓦尔河畔圣但尼
卢瓦尔河畔圣但尼（法語：Saint-Denis-sur-Loire，法語發音：[sɛ̃ dəni syʁ lwaʁ]）是法国卢瓦-谢尔省的一个市镇，卢瓦尔河右岸，属于布卢瓦区。

## 地理
卢瓦尔河畔圣但尼（47°37'30"N, 1°23'11"E）面积12.4 平方千米，位于法国中央-卢瓦尔河谷大区卢瓦-谢尔省，该省份为法国中北部省份，北起厄尔-卢瓦省，东北接卢瓦雷省，东南接谢尔省，南至安德尔省，西南接安德尔-卢瓦尔省，西北接萨尔特省。
与卢瓦尔河畔圣但尼接壤的市镇（或旧市镇、城区）包括：拉绍塞圣维克托、梅纳尔、圣克洛德德迪赖、维勒巴鲁、维莱尔邦、维讷伊。

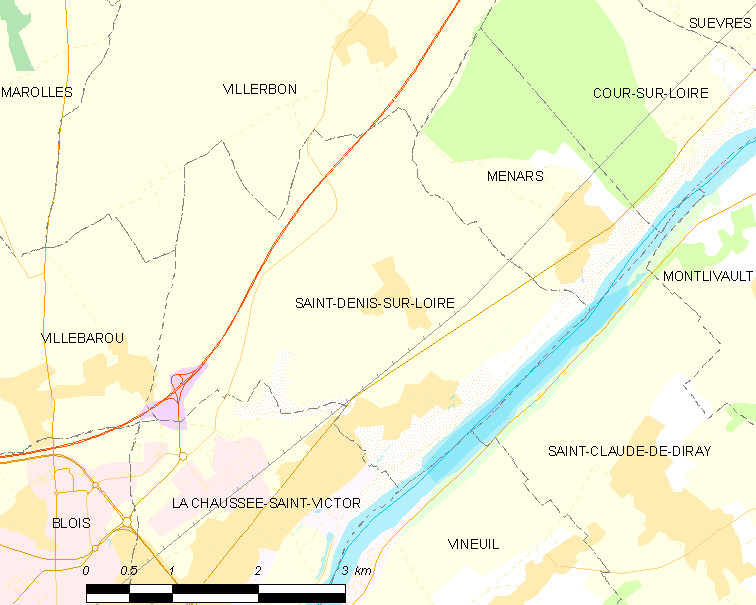
卢瓦尔河畔圣但尼的OSM定位图

卢瓦尔河畔圣但尼的时区为UTC+01:00、UTC+02:00（夏令时）。

## 行政
卢瓦尔河畔圣但尼的邮政编码为41000，INSEE市镇编码为41206。

## 政治
卢瓦尔河畔圣但尼所属的省级选区为布卢瓦第二县。

## 人口

1962-2008年间卢瓦尔河畔圣但尼人口变化图示

卢瓦尔河畔圣但尼于2022年1月1日时的人口数量为904人。